# Opsodoras
Opsodoras — рід прісноводних риб з родини Бронякові ряду сомоподібних. Має 3 види.

## Опис
Загальна довжина представників цього роду коливається від 10,3 до 14,2 см. Голова середнього розміру, трохи сплощена зверху. Очі маленькі. Морда коротка. Є 3 пари середніх або коротких вусиків. Тулуб кремезний, витягнутий. Уздовж бічної лінії є невеличкі колючі пластинки. Спинний плавець невеликий, помірно високий, з короткою основою. Грудні плавці розвинені. Інші плавці невеликі. Жировий плавець крихітний. Хвостовий плавець з великою виїмкою.
Забарвлені у піщані кольори.

## Спосіб життя
Зустрічаються в річках з чорною водою. Воліють піщані ґрунти, на яких вправно маскуються. Активні вночі. Вдень ховаються серед корчів та рослин. Живляться водними безхребетними.

## Розповсюдження
Мешкають у басейні річок Амазонка і Ріо-Негро.

## Види
- Opsodoras boulengeri
- Opsodoras morei
- Opsodoras stuebelii

## Тримання в акваріумах
Підходить ємність від 100 літрів. На дно насипають суміш дрібного і середнього піску жовтого кольору. Як укриття підійдуть корчі середнього розміру, за неяскравого освітлення соми нікуди не ховаються, а спокійно лежать на піску. Рослини висаджують уздовж задньої стінки акваріума. Не завадять і плаваючі на поверхні рослини. Мирні. Містять групою від 5 особин. Сусідами можуть стати будь-які неагресивні риби — цихліди, харацинові. Їдять в неволі будь-які харчі для акваріумних риб, але перевагу віддають живим кормам. З технічних засобів знадобиться внутрішній фільтр середньої потужності для створення помірної течії, компресор. Температура тримання повинна становити 22-25 °C.